# Manzana Quinta
Manzana Quinta, även omnämnd som La Cañada, är en ort i Mexiko, tillhörande kommunen Jiquipilco i den nordvästra delen av delstaten Mexiko. Orten hade 2 393 invånare vid folkräkningen 2010.